# Osvaldo Peralta
Osvaldo Antonio Peralta Medina (né le 2 février 1971 à San Pedro del Paraná au Paraguay) est un joueur de football international paraguayen, qui évoluait au poste de défenseur.

## Biographie

### Carrière en sélection
Avec l'équipe du Paraguay, il joue 4 matchs (pour aucun but inscrit) entre 1995 et 1996.
Il figure dans le groupe des sélectionnés lors de la Copa América de 1995, où son équipe atteint les quarts de finale.
Il participe également aux Jeux olympiques de 1992 organisés en Espagne.